# Adolf Daab

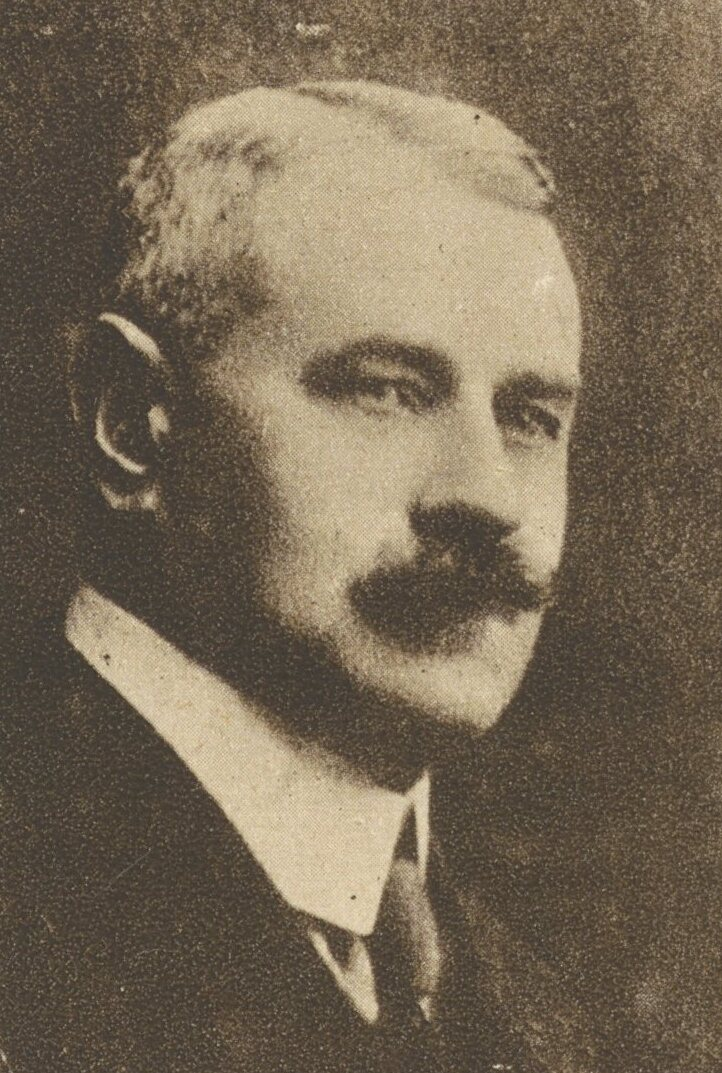
Adolf Daab

Adolf Daab (* 28. April 1872 in Warschau; † 27. Januar 1924 in Paris) war ein polnischer Bauunternehmer und Stadtrat deutscher Abstammung. 

## Herkunft und Familie

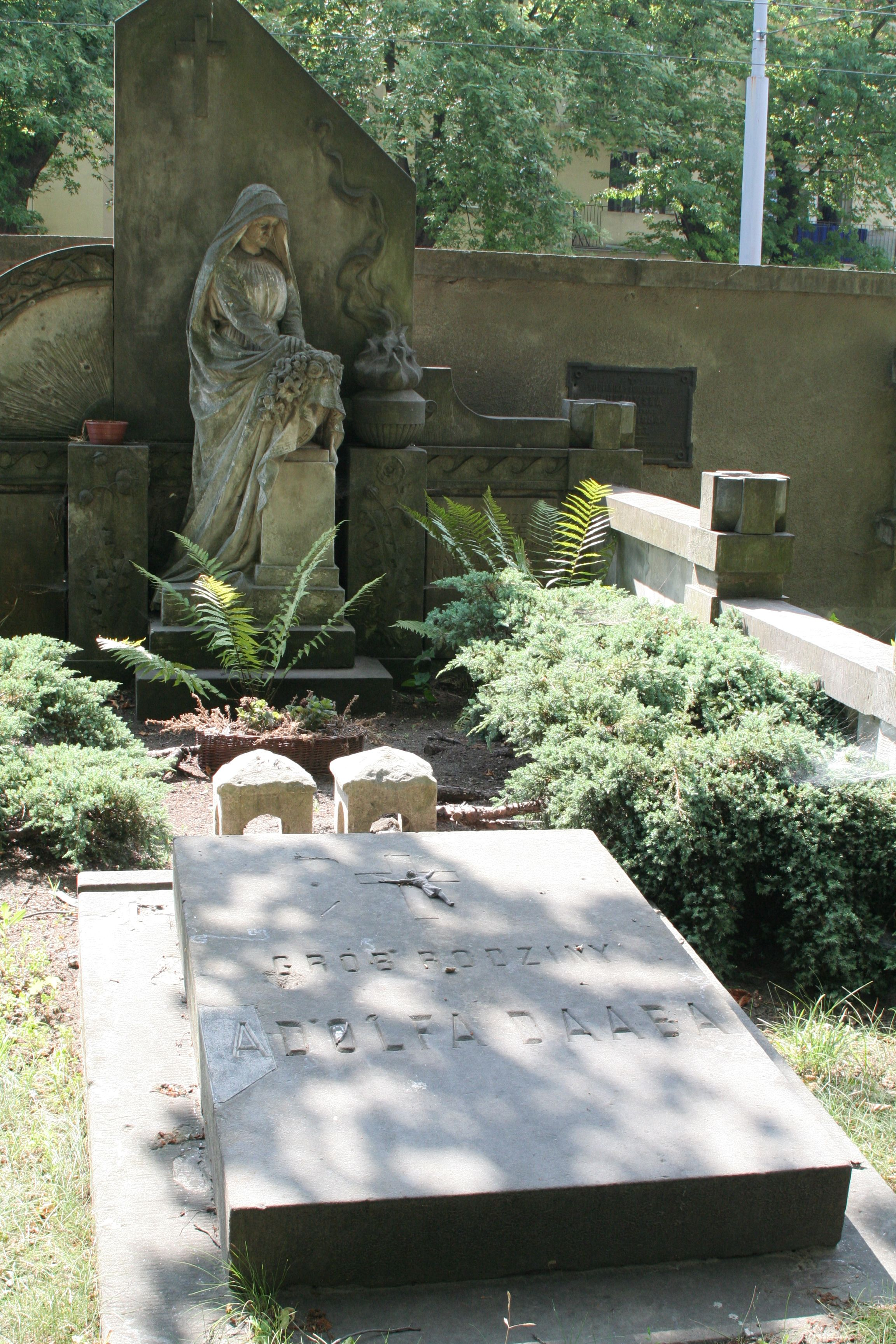
Adolf Daabs Grab auf dem Evangelisch-Augsburgischen Friedhof in Warschau

Adolf Daab war der Sohn von Johann Philipp Daab (1818–1890) und Christina Daab geb. Uhle (1826–1912). Sein Vater stammte aus dem Odenwald, seine Mutter aus Rheinhessen. Seine Großeltern zogen mit ihrer Familie im Jahr 1838 ins damalige Königreich Polen und siedelten sich anschließend in Warschau an, wo seine Eltern 1848 heirateten. In seinem Elternhaus sprach man Deutsch. Als Adolf Daab seine eigene Familie mit Anna Daab geb. Knittel gründete, entschied man sich für die polnische Sprache. Das Ehepaar hatte vier gemeinsame Töchter. Anna Daab hatte dazu noch zwei Söhne aus einer früheren Ehe.

## Leben und Wirken
Daab brach die Schule ab und absolvierte in der Firma Robert Karstens eine Maurerlehre. Anschließend diente er fünf Jahre in der zaristischen Armee auf der Krim. Im 1899 wurde er Anteilseigner an der 1866 gegründeten Firma von Fryderyk Martens, die in die Aktiengesellschaft Bauindustriebetriebe „Fr. Martens und A. Daab“ umgewandelt wurde.
Das Unternehmen errichtete zahlreiche öffentliche und private Gebäude in Warschau und im Königreich Polen, in Warschau u. a. ein Wohnhaus der evangelisch-augsburgischen Gemeinde, das Warenhaus der Gebrüder Jabłkowski, das Gebäude der Höheren Handelsschule (SGH) sowie den Eisenbahntunnel der Mittellinie im Zentrum Warschaus. 
Daab verstarb in Paris, wo er wegen einer Krebserkrankung im Klinikum gewesen war. Er wurde auf dem Evangelisch-Augsburgischen Friedhof in Warschau beigesetzt, seine Religionszugehörigkeit war evangelisch-lutherisch.